# 旱生红腺蕨
旱生红腺蕨（学名：Diacalpe aspidioides var. minor）为球盖蕨科红腺蕨属下的一个变种。

## 扩展阅读
- 維基物種上的相關：旱生红腺蕨